# Breitenfelde
Breitenfelde er en kommune i det nordlige Tyskland, der har lagt navn til Amt Breitenfelde i Kreis Herzogtum Lauenburg. Kreis Herzogtum Lauenburg ligger i delstaten Slesvig-Holsten.

## Geografi
Breitenfelde ligger midt i Kreises Herzogtum Lauenburg ved Elbe-Lübeck-Kanal, og ved Alte Salzstraße fra Lüneburg til Lübeck.